# Gazli
Gazli (kyrillisch Газли, im Deutschen auch Gasli) ist eine Stadt in der usbekischen Viloyat Buxoro, gelegen 85 km westnordwestlich von der Viloyathauptstadt Buchara im Distrikt Romitan. Die Stadt hatte laut der Volkszählung von 1989 damals 8.500 Einwohner; einer Berechnung für 2009 zufolge beträgt die Einwohnerzahl 12.268.
Gazli liegt im südlichen Teil der Wüste Kysylkum und wurde erst 1958 gegründet, als in diesem Gebiet zuvor große Erdgasvorkommen – Schätzungen zufolge 500 Milliarden m³ – entdeckt wurden. Unter den Bewohnern der Stadt finden sich viele Techniker, Wissenschaftler und Ingenieure. Gazli ist der Einspeisungspunkt einer mehrere tausend Kilometer langen Erdgaspipeline, die 1963 eröffnet wurde und nach Tscheljabinsk führt. Das in Gazli geförderte Erdgas besteht zu 96 % aus Methan.
1976 (April und Mai) und 1984 (März) ereignete sich in Gazli eine Serie von drei Erdbeben, deren Wert auf der Oberflächenwellen-Magnituden-Skala jeweils über 7 lag.